# Samacar kurilensis
Samacar kurilensis is een tweekleppigensoort uit de familie van de Arcidae. De wetenschappelijke naam van de soort is voor het eerst geldig gepubliceerd in 2007 door Kamenev.